# Дмитров (Львовская область)
Дмитров (укр. Дмитрів) — село в Радеховской городской общине Шептицкого района Львовской области Украины.
Население по переписи 2001 года составляло 1476 человек. Занимает площадь 4,638 км². Почтовый индекс — 80254. Телефонный код — 3255.

## Известные уроженцы
- Виттлин, Юзеф (1876—1976) — польский поэт, прозаик, эссеист, переводчик.